# Euchaetis vallis-simiae
Euchaetis vallis-simiae är en vinruteväxtart som beskrevs av I.Williams. Euchaetis vallis-simiae ingår i släktet Euchaetis och familjen vinruteväxter. Inga underarter finns listade i Catalogue of Life.